# منطقه جیننان
منطقه جیننان (به چینی: 津南区، به پین‌یین: Jīnnán Qū) یک منطقهٔ شهرداری تابع شهر تیانجین، در جمهوری خلق چین است.
نام «منطقه جیننان» به معنی «جنوب [تیان]جین» است و اشاره به موقعیت آن نسبت به مرکز قدیمی شهر تیانجین دارد.

## خصوصیات
منطقه جیننان   ۴ متر بالاتر از سطح دریا واقع شده‌است.